# Danny Day
Danny Day (ur. 5 października 1972) – australijski kolarz torowy, trzykrotny medalista mistrzostw świata.

## Kariera
Pierwszy sukces w karierze Danny Day osiągnął w 1993 roku, kiedy wspólnie ze Stephenem Pate'em zdobył srebrny medal w wyścigu tandemów na mistrzostwach świata w Hamar. Na rozgrywanych cztery lata później mistrzostwach świata w Perth wraz z Shane'em Kellym i Seanem Eadie zdobył brązowy medal w sprincie drużynowym. W 1998 roku, podczas mistrzostw świata w Bordeaux Australijczycy w składzie: Danny Day, Shane Kelly i Graham Sharman zajęli w tej samej konkurencji drugie miejsce. Ponadto wraz z kolegami zajął również drugie miejsce w zawodach Pucharu Świata w amerykańskim Frisco w 1999 roku.